# Thomas Kinsella (Politiker)

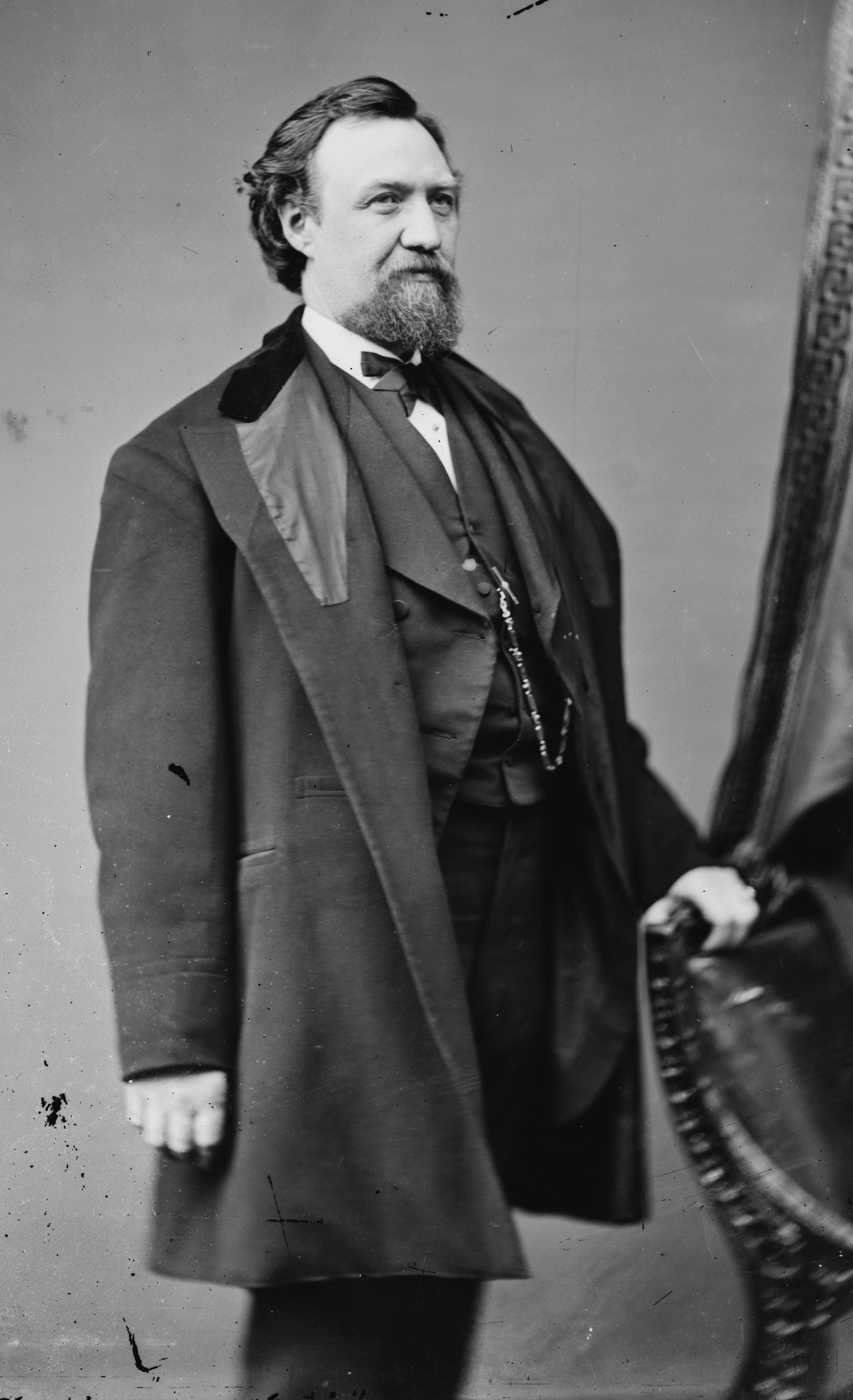
Thomas Kinsella

Thomas Kinsella (* 31. Dezember 1832 im County Wexford, Irland; † 11. Februar 1884 in Brooklyn) war ein Mitglied des US-amerikanischen Repräsentantenhauses aus New York.

## Leben
Der in Irland geborene Kinsella wanderte in die Vereinigten Staaten aus und ließ sich in New York City nieder, wo er öffentliche Schulen besuchte. Nach einem Umzug nach Cambridge im Bundesstaat New York 1851 erlernte er das Druckerhandwerk. Er arbeitete dann bei der Cambridge Post. 1858 ging Thomas Kinsella nach Brooklyn, wo er am 7. September 1861 Redakteur des Brooklyn Daily Eagle wurde. Im Jahr 1866 war Kinsella Postmeister in Brooklyn und Mitglied in der städtischen Wasserkommission sowie im Bildungsausschuss.
Kinsella wurde für die Demokraten in den 42. Kongress der Vereinigten Staaten von Amerika gewählt. Seine Amtszeit dauerte vom 4. März 1871 bis zum 3. März 1873. Zu den Wahlen für eine zweite Amtszeit 1872 trat er nicht mehr an. 1874 gründete er die Brooklyn Daily Sun, welche später im Daily Eagle aufging, für den Kinsella bis zu seinem Tod in Brooklyn 1884 arbeitete. Thomas Kinsella ist auf dem Holy Cross Cemetery bestattet.